# George Stevenson (rugby à XV)
Ne doit pas être confondu avec George Stephenson.
Pour les articles homonymes, voir George Stevenson et Stevenson.
Pas d'image ? Cliquez ici

a Compétitions nationales et continentales officielles uniquement.

b Matchs officiels uniquement.
George Drummond Stevenson, né le 30 mai 1933 à Hawick (Écosse) et mort le 24 octobre 2012, est un joueur de rugby à XV qui a joué avec l'équipe d'Écosse, évoluant au poste de trois-quarts centre. 

## Biographie
George Stevenson évolue avec le club d'Hawick RFC. Il dispute son premier match international le 17 mars 1956 contre l'équipe d'Angleterre inscrivant un essai. Il dispute son dernier match le 9 janvier 1965  contre l'équipe de France.

## Statistiques en équipe nationale
- 24 sélections
- 9 points (3 essais)
- Sélections par années : 1 en 1956, 1 en 1957, 5 en 1958, 3 en 1959, 4 en 1960, 5 en 1961, 3 en 1963, 1 en 1964, 1 en 1965
- Tournois des Cinq Nations disputés:  1956,  1957, 1958,  1959, 1960, 1961, 1963,  1964, 1965